# The Chemical Wedding
The Chemical Wedding (с англ. — «Химическая свадьба») — пятый сольный студийный альбом британского хэви-метал исполнителя Брюса Дикинсона, изданный 15 сентября 1998 года. В Японии релиз состоялся 9 сентября 1998 года на студии Victor. Источником вдохновения для некоторых песен альбома стали произведения Уильяма Блейка, отрывки из его поэзии присутствуют в некоторых композициях (в частности Иерусалим). Обложка альбома взята с картины Блейка «Призрак Блохи». Название альбома и его заглавный трек взяты из манифеста Ордена розенкрейцеров «Химическая свадьба Христиана Розенкрейца». Как и в предыдущем альбоме, в записи участвовал гитарист Iron Maiden Эдриан Смит, в то время член сольного проекта Дикинсона.
В мае 2008 года по сценарию Дикинсона вышел фильм Химическая свадьба. Хотя в фильме звучит заглавный трек альбома, он повествует о реинкарнации Алистера Кроули и c альбомом не связан.

## Участники записи
- Брюс Дикинсон — вокал;
- Эдриан Смит — гитара;
- Рой Зет — гитара;
- Эдди Кассилас — бас-гитара;
- Дэвид Ингрэйем — ударные.

Дополнительный персонал
- Артур Браун — голос (треки 5, 7, 13)
- Грэг Шульц — клавишные (трек 4)

### Список композиций
| #  | Оригинальное название | Перевод            | Музыка / Слова                      | Время |
| -- | --------------------- | ------------------ | ----------------------------------- | ----- |
| 1  | King in Crimson       | Король в багряном  | Брюс Дикинсон, Roy Z                | 4:45  |
| 2  | Chemical Wedding      | Химическая свадьба | Брюс Дикинсон, Roy Z                | 4:06  |
| 3  | The Tower             | Башня              | Брюс Дикинсон, Roy Z                | 4:46  |
| 4  | Killing Floor         | Смертельный этаж   | Брюс Дикинсон, Эдриан Смит          | 4:29  |
| 5  | Book of Thel          | Книга Тэль         | Брюс Дикинсон, Roy Z, Эдди Касиллас | 8:13  |
| 6  | Gates of Urizen       | Врата Уризена      | Брюс Дикинсон, Roy Z                | 4:24  |
| 7  | Jerusalem             | Иерусалим          | Брюс Дикинсон, Roy Z, Уильям Блейк  | 6:42  |
| 8  | Trumpets of Jericho   | Трубы Иерихона     | Брюс Дикинсон, Roy Z                | 6:00  |
| 9  | Machine Men           | Механические люди  | Брюс Дикинсон, Эдриан Смит          | 5:43  |
| 10 | The Alchemist         | Алхимик            | Брюс Дикинсон, Roy Z                | 6:03  |

| # | Оригинальное название | Перевод            | Музыка / Слова             | Время |
| - | --------------------- | ------------------ | -------------------------- | ----- |
| 1 | Return of the King    | Возвращение короля | Брюс Дикинсон, Эдриан Смит | 5:06  |
| 2 | Real World            | Реальный мир       | Брюс Дикинсон, Roy Z       | 3:59  |
| 3 | Confeos               | Исповедь           | Брюс Дикинсон, Roy Z       | 7:35  |

«Return of the King» впервые был выпущен в оригинальном издании в Японии. «Real World» и «Confeos» появились впервые как треки на обратной стороне винилового сингла «Killing Floor». «Real World» присутствует в альбоме первых выпусков в Бразилии как бонус-трек.